# Meunara
Meunara is een bestuurslaag in het regentschap Aceh Besar van de provincie Atjeh, Indonesië. Meunara telt 393 inwoners (volkstelling 2010).